# Estrecho de la Sonda
El Estrecho de Sonda (en indonesio, Selat Sunda) es un estrecho marino que separa las islas indonesas de Java y Sumatra. Conecta el mar de Java con el océano Índico.
El nombre del estrecho viene de Sunda, que significa el país de los sondanés, el pueblo que habita la parte occidental de la isla de Java. Sunda también ha dado su nombre a las islas de la Sonda, un nombre que tradicionalmente se aplica a una parte del archipiélago indonesio. 

## Geografía
El estrecho se extiende a lo largo de un eje de orientación general suroeste/noreste. Su ancho mínimo es de 24 km entre el cabo Tua, en Sumatra, y el cabo Pujats, en Java. Tiene alrededor de 30 km de anchura en su tramo más estrecho, en el extremo nororiental, pero es una sección corta de alrededor de 30 km de largo, aunque luego se abre hasta los 100 km en un tramo de otros 100 km de largo. 
El estrecho está salpicado por una serie de pequeñas islas, incluyendo Sangiang, Sebesi, Sebuku, Panaitan y las islas de Krakatoa: Krakatoa, Lang (Panjang o Rakata Kecil), Verlaten (Sertung) y Anak Krakatoa. Muchas de ellas (incluyendo Sebesi y Panaitan) son de origen volcánico. Anak Krakatoa es producto de la erupción de 1883.  
El estrecho es profundo en su extremo occidental, pero en su parte oriental, la profundidad mínima es de 20 metros. No es un estrecho fácil para la navegación marítima, por sus numerosos bancos de arena, fuertes corrientes de marea y muchas plataformas petroleras en las cercanías de Java.
Según una hipótesis propuesta por el arqueólogo Daid Keys y el geólogo Ken Wohletz, el estrecho que conecta el mar de Java con el océano Índico existiría desde el año 535, debido a una erupción del Krakatoa. Esta habría dejado una caldera de 50 km de diámetro, separando las islas de Java y Sumatra.
Sin embargo, esta hipótesis no tiene el favor de la mayoría de geólogos e historiadores, que suelen considerar que el Estrecho de Sonda es mucho más antiguo, y su existencia se debe a una fosa tectónica y no a una caldera volcánica.

## Islas en el estrecho
| - Calmeyer - Archipiélago de Krakatau - Anak Krakatau - Krakatau, isla volcánica destruida en su mayor parte - Danan, cono volcánico destruido en Krakatau - Perboewatan, cono volcánico destruido en Krakatau - Rakata, cono volcánico parcialmente destruido y resto de la isla original - Poolsche Hoed, destruido en la erupción del Krakatoa de 1883 - Panjang, o Rakata Ketjil (Lang) - Sertung (Verlaten) - Legundi - Panaitan (Isla del Príncipe) | - Sangiang (Thwart-the-way) - Sebesi - Sebuku - Steers (isla) - Tabuan |

## Bahías
- Bahía de Lampung, Sumatra
- Bahía de Semangka, Sumatra
- Bahía de Welcome, Java

## Importancia
El estrecho de la Sonda es un pasaje marítimo crucial, su importancia estratégica se deriva de varios factores clave. Desempeña un papel crucial en el comercio global, la seguridad regional y el desarrollo económico. Su ubicación estratégica y sus recursos naturales lo convierten en un punto focal para las actividades marítimas y la cooperación internacional, mientras que sus características geológicas requieren atención continua a la seguridad y las preocupaciones ambientales.
El estrecho sirve como un corredor marítimo vital para el comercio internacional entre el Océano Índico y el Pacífico. Facilita el movimiento de bienes, productos básicos y recursos energéticos como el petróleo y el gas natural licuado (GNL). Importantes rutas de navegación pasan a través del estrecho, convirtiéndolo en una parte crucial de las redes de envío global.
Geopolíticamente, el Estrecho de la Sonda tiene un valor estratégico significativo debido a su ubicación en la intersección de importantes rutas marítimas. Conecta el Mar del Sur de China y el Estrecho de Malaca con el Océano Índico, proporcionando una ruta alternativa más corta para los barcos que viajan entre Asia y África/Europa en comparación con rutas más al norte.
La importancia estratégica del estrecho también se extiende a consideraciones de seguridad. Su control y estabilidad son vitales para la seguridad regional, ya que cualquier interrupción podría afectar los flujos comerciales globales y la estabilidad económica. Los gobiernos y las organizaciones marítimas monitorean de cerca las actividades en el estrecho para garantizar el paso seguro y prevenir incidentes como la piratería o los accidentes marítimos.
Más allá de sus roles estratégicos y económicos, el Estrecho de la Sonda es rico en recursos naturales. Las aguas circundantes son importantes para la pesca, y hay potencial para la exploración de petróleo y gas en alta mar, lo que aumenta su importancia económica.
El Estrecho de la Sonda también es notable por su actividad geológica. Se encuentra dentro del Anillo de Fuego del Pacífico y es propenso a terremotos y erupciones volcánicas. El Monte Krakatoa, ubicado cerca de la entrada sur del estrecho, erupcionó famosamente en 1883, causando uno de los eventos volcánicos más catastróficos de la historia registrada. Esta actividad geológica requiere un monitoreo cuidadoso y una preparación adecuada para mitigar los riesgos para las actividades marítimas y las comunidades costeras.

## Galería de canales importantes cercanos

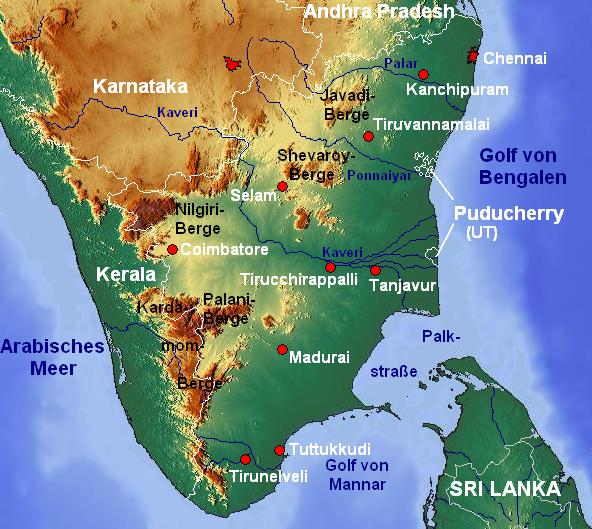
Golfo de Mannar
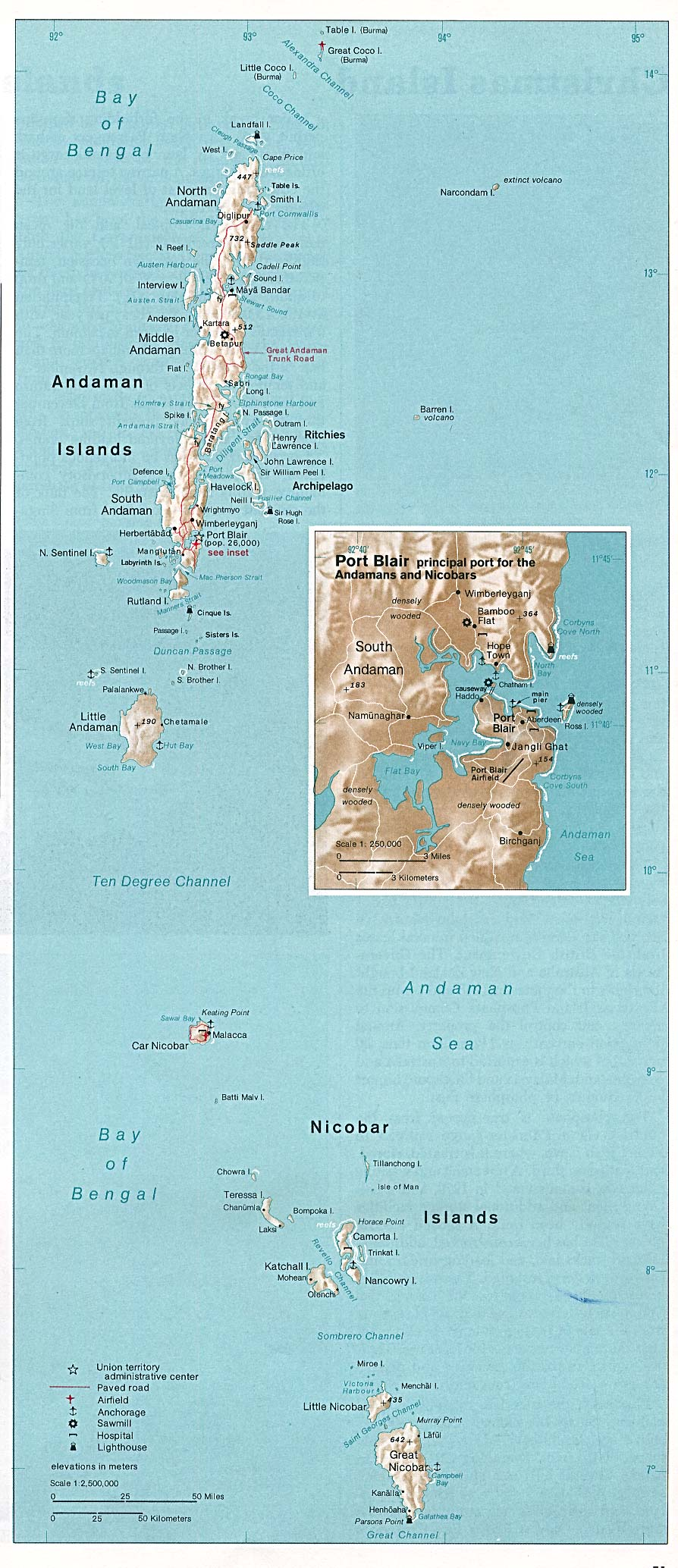
Estrecho de Cocos, Pasaje de Duncan y otros canales indios
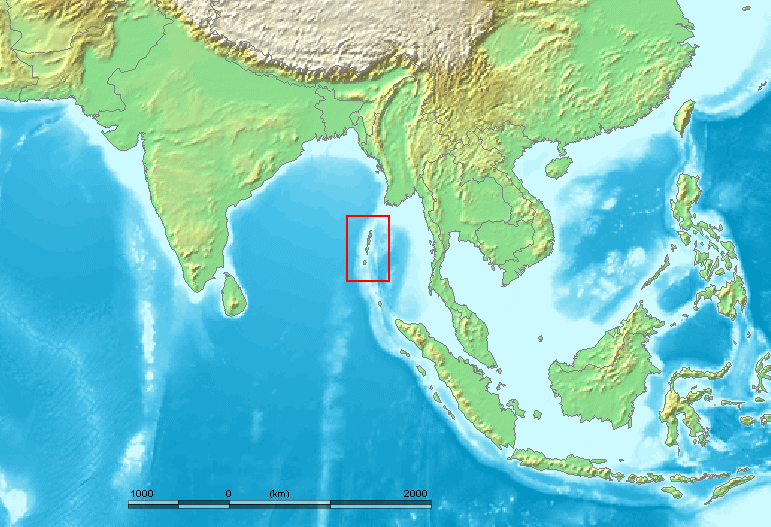
El Estrecho de Cocos se encuentra en el extremo norte de las Islas Andamán, en el cuadrado rojo
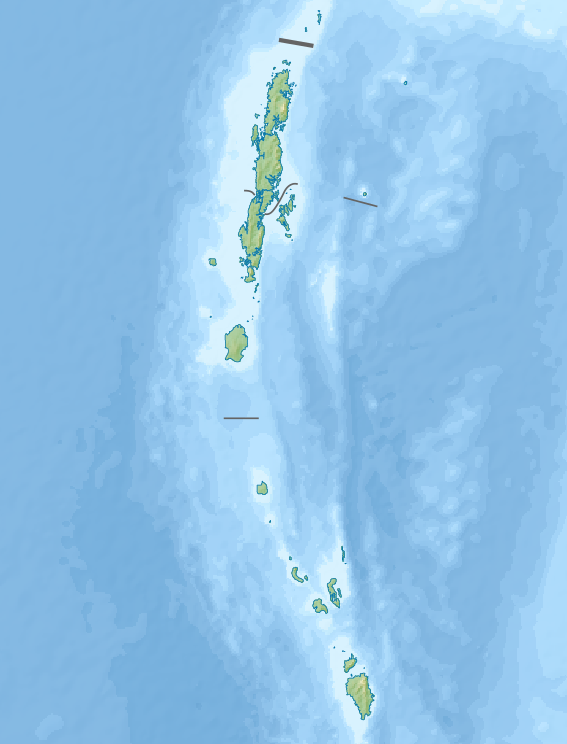
Canal de los Diez Grados  entre las islas de Andaman y Nicobar
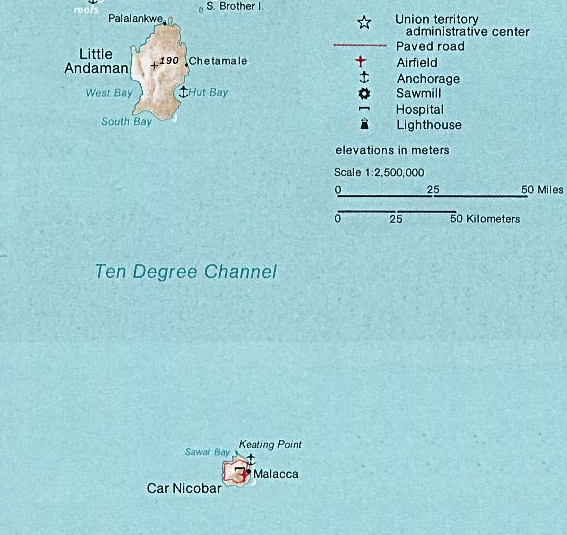
Primer plano del Canal de los Diez Grados
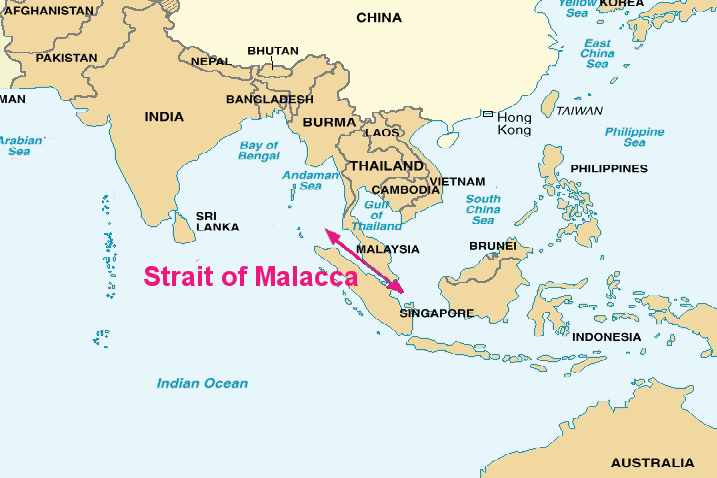
Estrecho de Malaca
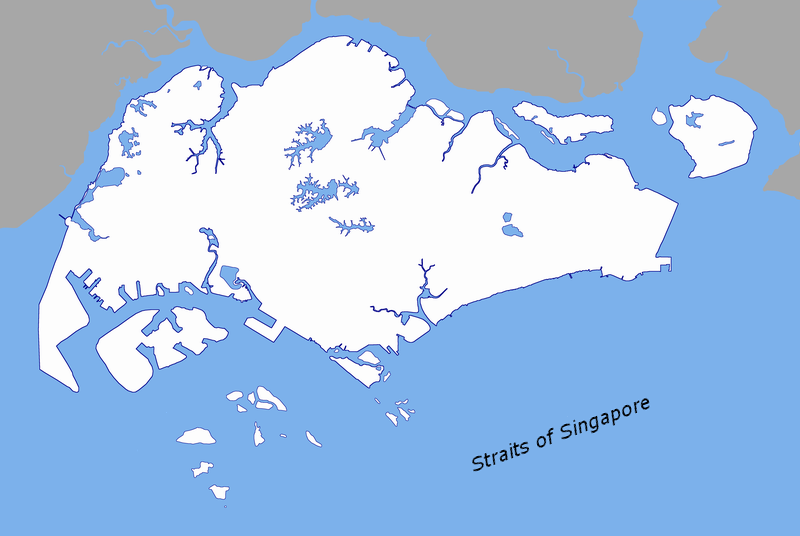
Estrecho de Singapur
Estrecho de la Sonda
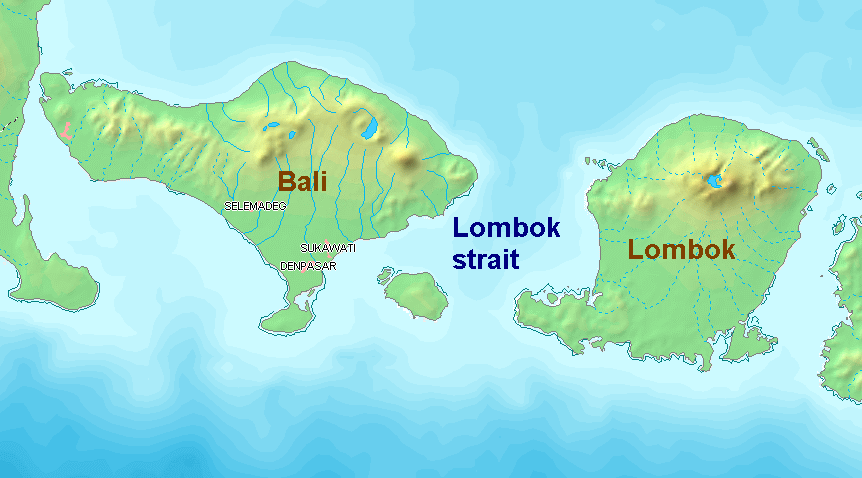
Estrecho de Lombok
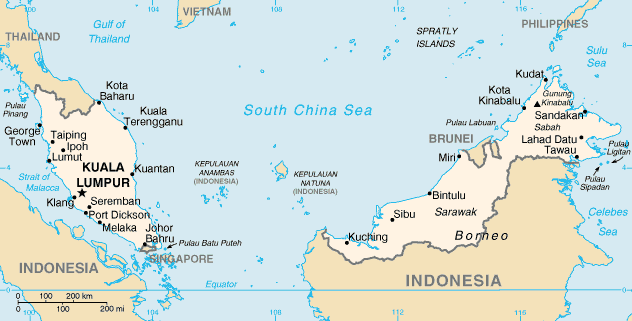
Mar de China Meridional, Estrecho de Malaca, Golfo de Tailandia, Mar de Sulu, Mar de Célebes

## Historia

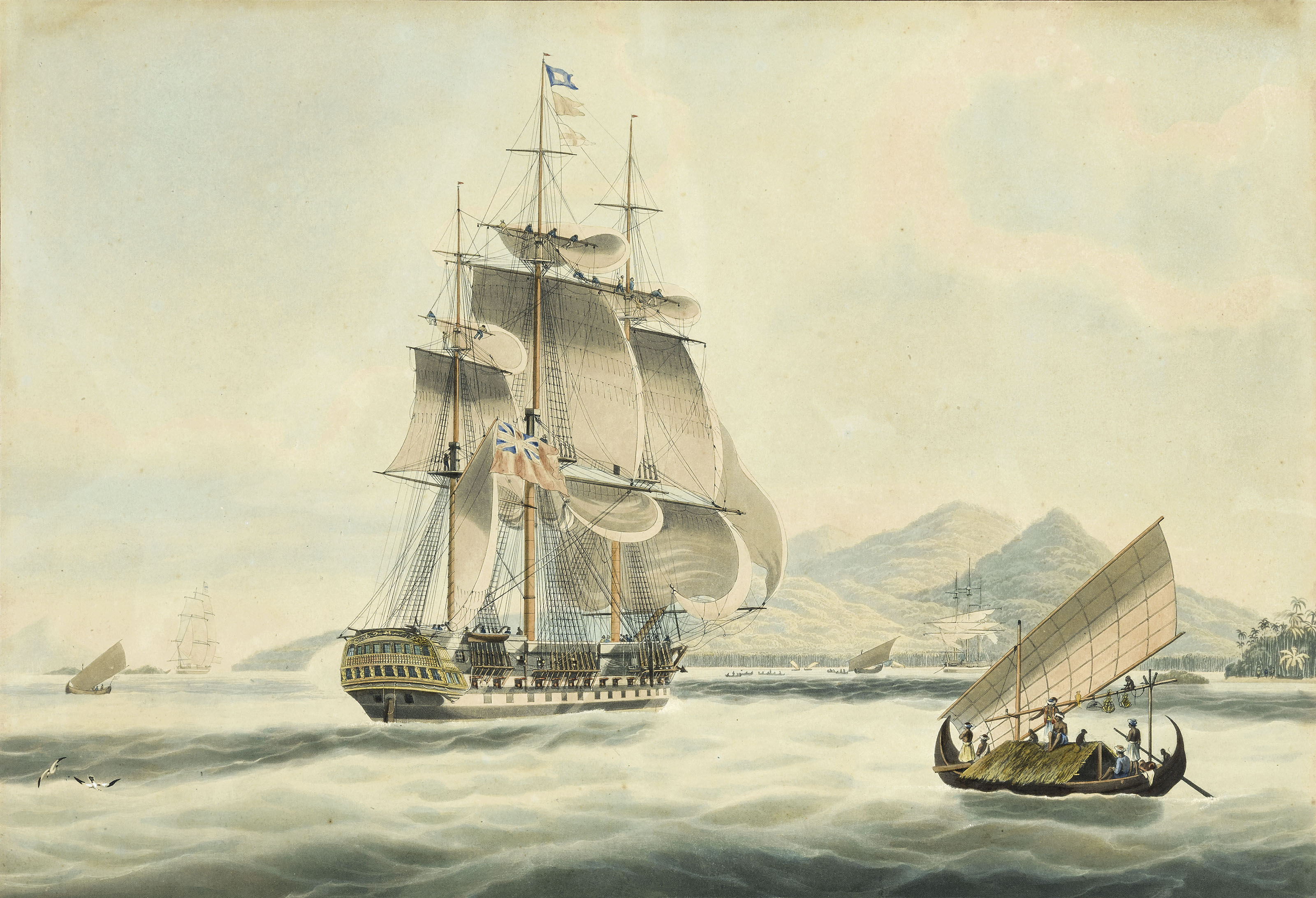
El barco canadiense HCS Sir David Scott, con el capitán D.I.Ward, en la entrada del estrecho de la Sonda, en febrero de 1830, según ilustración de Edward Duncan (1803–1882), siguiendo una obra de William John Huggins (1781–1845).

Fue durante siglos una importante vía marítima, sobre todo cuando la Compañía Neerlandesa de las Indias Orientales hacía pasar por sus aguas sus mercancías que provenían de las Molucas e iban hacia Europa o la India, como puerta de entrada a las islas de las Especias (1602-1799). Como uno de los principales pasos desde el mar de la China Meridional al océano Índico (siendo el otro el estrecho de Malaca), el Estrecho de Sonda, a pesar de los peligros debidos a la estrechez y las rocas, es mucho más corto que el estrecho de Malaca, y consecuentemente los barcos corrían menos riesgos del ataque de los piratas.
Las islas del estrecho y las regiones de las inmediaciones que lo rodean, en Java y Sumatra, fueron devastadas por la erupción del Krakatoa en 1883, debido principalmente a la intensa caída de cenizas y piedra pómez y a los enormes tsunamis causados por el colapso del volcán. La erupción alteró drásticamente la topografía del estrecho, con entre 18-21 km³ de ignimbrita que se depositaron en una superficie de 1,1 millones de km² alrededor del volcán. Algunas zonas no han sido nunca de nuevo reocupadas (como la región costera de Java ahora incorporada en el Parque Nacional de Ujung Kulon), pero la mayor parte de la costa está ahora muy densamente poblada. 
Hoy en día, la angostura del estrecho, su poca profundidad y la falta de cartas marinas lo hacen inadecuado para muchos grandes buques modernos y ha sido relegado como ruta marítima en favor del estrecho de Malaca, entre Sumatra y la península de Malaca.

### La batalla del Estrecho de Sonda
El 1 de marzo de 1942 la Batalla del estrecho de la Sonda — parte de la gran batalla del Mar de Java — se libró en sus aguas, cuando los cruceros aliados HMAS Perth, australiano, y USS Houston, estadounidense, encontraron una fuerza japonesa de desembarco anfibio cerca de Bantam, al mando del almirante Kenzaburo Hara, que incluía portaaviones, tres cruceros y diez destructores. Los cruceros aliados fueron hundidos, pero un dragaminas y un buque de transporte japoneses también fueron hundidos por fuego amigo.

## Proyecto de un puente
En la década de 1960 se hicieron propuestas para construir un puente sobre el estrecho de Sonda, y en el decenio de 1990 surgieron nuevas propuestas. Un nuevo plan se anunció en octubre de 2007, lo que implicaría utilizar las islas de Ular, Sangiang y Prajurit para crear un puente suspendido de cuatro partes, con una longitud de unos 26 km realizado a unos 70 metros sobre el nivel del mar y con un vano máximo de 3 kilómetros, casi un 50% más largo que el récord mundial del Puente Çanakkale 1915. Se proyectaba que la construcción comenzaría en 2014 si se lograba conseguir una financiación de al menos 10 mil millones de dólares.
En abril de 2012 se firmó un acuerdo con la Corporación de Construcción de Ferrocarriles de China para un puente ferroviario de doble vía y carretera de 11 mil millones de dólares. Sin embargo, en noviembre de 2014 el gobierno entrante del presidente Joko Widodo archivó los planes para construir el puente.

## Mando de Andamán y Nicobar de las Fuerzas Armadas de la India
El Mando de Andamán y Nicobar (ANC) es un comando integrado de tres servicios de las Fuerzas Armadas de la India, con base en Port Blair en las Islas Andamán y Nicobar, un Territorio de la Unión de la India. Fue creado en 2001 para salvaguardar los intereses estratégicos de la India en el Sudeste Asiático y el Estrecho de Malaca mediante el aumento del despliegue rápido de activos militares en la región. Proporciona apoyo logístico y administrativo a los buques de guerra que se envían en despliegue al Este de Asia y el Océano Pacífico.
La zona económica exclusiva (ZEE) de la India al norte y al oeste de Andamán y Nicobar se encuentra dentro de la bahía de Bengala, y al este de Andamán y Nicobar se encuentra dentro del mar de Andamán.